# Сесар Атаманюк
Се́сар Габріє́ль Атаманю́к (ісп. César Gabriel Atamañuk; нар. 9 квітня 1996, Морено, Буенос-Айрес, Аргентина) — аргентинський футболіст українського походження, воротар.

## Життєпис
Вихованець «Тігре», але в 2014 році перебрався до «Велес Сарсфілд». У 2017 році, після нетривалого перебування в «Лухані», Атаманюк приєднався до «Ель-Лінкеньйо» з Федерального турніру Б. Зіграв 11 поєдинків за команду, а 4 листопада 2017 року залишив «Ель-Лінкеньйо». 9 липня 2018 року підписав контракт з клубом «Колегіалес» з Прімери Б Метрополітани. Дебютував за нову команду 25 лютого 2019 року у програному (1:3) виїзному поєдинку проти «Сан-Тельмо», на 58-й хвилині замінив Даніеля Монлора. Вперше у стартовому складі вийшов у березні, проти «Олл Бойз», у тому ж місяці зіграв у стартовому складі ще тричі.

## Клубна статистика
Станом на 5 травня 2019.
| Клуб              | Сезон             | Ліга                    | Ліга  | Ліга | Кубок | Кубок | Кубок ліги | Кубок ліги | Континентальні | Континентальні | Інші  | Інші | Загалом | Загалом |
| Клуб              | Сезон             | Дивізіон                | Матчі | Голи | Матчі | Голи  | Матчі      | Голи       | Матчі          | Голи           | Матчі | Голи | Матчі   | Голи    |
| ----------------- | ----------------- | ----------------------- | ----- | ---- | ----- | ----- | ---------- | ---------- | -------------- | -------------- | ----- | ---- | ------- | ------- |
| «Лухан»           | 2016–17           | Прімера C Метрополітана | 0     | 0    | 0     | 0     | —          | —          | —              | —              | 0     | 0    | 0       | 0       |
| «Ель-Лінкеньйо»   | 2017              | Федеральний турнір Б    | 11    | 0    | 0     | 0     | —          | —          | —              | —              | 0     | 0    | 11      | 0       |
| «Колегіалес»      | 2018–19           | Прімера B Метрополітана | 5     | 0    | 0     | 0     | —          | —          | —              | —              | 0     | 0    | 5       | 0       |
| Усього за кар'єру | Усього за кар'єру | Усього за кар'єру       | 16    | 0    | 0     | 0     | —          | —          | —              | —              | 0     | 0    | 16      | 0       |